# Knooppunt Arnestein
Knooppunt Arnestein is een knooppunt in de Nederlandse provincie Zeeland. Dit knooppunt stond voorheen bekend als aansluiting 38 (Middelburg-Oost).
Op dit trompetknooppunt sluit de N57 vanuit Middelburg aan op de A58 bij Nieuw- en Sint Joosland.
Dit knooppunt geeft zo een betere verbinding van Vlissingen in het zuidwesten en Goes en Noord-Brabant in het oosten met het noorden van Zeeland en verschillende wijken van Middelburg.
Het knooppunt is vernoemd naar het industrieterrein Arnestein dat ten noorden van het knooppunt ligt. Deze is op haar beurt weer vernoemd naar de voormalige buitenplaats Arnestein.
In de volksmond alsmede de verkeersinformatie wordt/werd ook wel de naam knooppunt De Roode Leeuw gebruikt. Deze naam is afkomstig van een naast het knooppunt gelegen café/restaurant.

## Geschiedenis
Op 1 december 2010 werd het knooppunt en een deel van het nieuwe traject van de N57 geopend. In 2011 is het Dampoort-aquaduct als onderdeel van de nieuwe N57 in gebruik genomen. Het knooppunt werd bij de opening op de bewegwijzering aangeduid als aansluiting 38 (Middelburg-Oost).
In april 2021 werd aansluiting 38 gepromoveerd tot knooppunt nadat er bij de aansluiting Arnemuiden nieuwe bewegwijzering is geplaatst. Hierop wordt in de richting van Vlissingen de eerstvolgende aansluiting aangeduid als knooppunt Arnestein.

## Richtingen knooppunt
| Aansluitende wegen                                                                      | Aansluitende wegen | Aansluitende wegen | Aansluitende wegen | Aansluitende wegen                                  |
| --------------------------------------------------------------------------------------- | ------------------ | ------------------ | ------------------ | --------------------------------------------------- |
| richting Vrouwenpolder / Oosterscheldekering / Neeltje Jans / Burgh-Haamstede / Brielle |                    |                    |                    | richting Goes / Roosendaal / Breda / Tilburg / Best |
|                                                                                         |                    |                    |                    |                                                     |
|                                                                                         |                    |                    |                    |                                                     |
|                                                                                         |                    |                    |                    |                                                     |
| richting Middelburg-Centrum / Vlissingen                                                |                    |                    |                    |                                                     |

Almere · Amstel · Arnestein · Assen · Azelo · Badhoevedorp · Bankhoef · Batadorp · Beekbergen · Benelux · Beverwijk · Bodegraven ·  Boterdiep ·  Buren · Burgerveen · Coenplein · De Baars · De Hoek · De Hogt · De Nieuwe Meer · De Poel · De Punt · De Stok · Deil · Diemen · Drachten · Drie Klauwen · Eemnes · Ekkersweijer · Emmeloord · Empel · Euvelgunne · Everdingen · Ewijk · Galder · Gooimeer · Gorinchem · Gouwe · Grijsoord · Hattemerbroek · Heerenveen · Hellegatsplein · Het Vonderen · Hintham · Hoevelaken · Hofvliet · Holendrecht · Holsloot · Hoogeveen · Hooipolder · IJmuiden (niet officieel) · Joure · Julianaplein · Kerensheide · Kethelplein · Klaverpolder · Kleinpolderplein · Kooimeer · Kruisdonk · Kunderberg · Lankhorst · Leenderheide · Lunetten · Maanderbroek · Markiezaat · Muiderberg · Neerbosch · Noordhoek · Ommedijk · Oud-Dijk · Oudenrijn · Paalgraven · Princeville · Prins Clausplein · Raasdorp ·  Reitdiep ·  Ressen · Ridderkerk · Rijkevoort · Rijnsweerd · Rottepolderplein · Rozenburg · Sabina · Sint-Annabosch · Stelleplas · Slufter · Ten Esschen · Terbregseplein · Tiglia · Vaanplein · Valburg · Velperbroek · Velsen · Vlaardingen · Vught · Waterberg · Watergraafsmeer · Werpsterhoek · Westerlee · Ypenburg · Zaandam · Zaarderheiken · Zonzeel · Zoomland · Zuidbroek · Zurich

Geplande knooppunten:
De Liemers · Zestienhoven

Voormalige knooppunten:
Bocholtz · Ekkersrijt · Europaplein (Groningen) · Europaplein (Maastricht) · Lindenholt